# Cantó de La Jàvia
El cantó de La Jàvia és un cantó francès del departament dels Alps de l'Alta Provença, situat al districte de Dinha. Té sis municipis i el cap és La Jàvia.

## Municipis
- Archalh
- Bèujuec
- Lo Brusquet
- Drais
- La Jàvia
- Prats de Blèuna Auta

## Història
| Data d'elecció                           | Identitat      | Partit           | Qualitat |
| ---------------------------------------- | -------------- | ---------------- | -------- |
| 1961-1973                                | Antoine Auzet  | FGDS, després PS |          |
| 1973-197.                                | M. Rousse      | Divers droite    |          |
| 197.-1998                                | Marcel Roux    | PS               |          |
| 1998-                                    | Jean Yves Roux | PS               |          |
| les dades anteriors no són pas conegudes |                |                  |          |
|                                          |                |                  |          |

| 1962 | 1968 | 1975 | 1982  | 1990  | 1999  | 2006  |
| ---- | ---- | ---- | ----- | ----- | ----- | ----- |
| 779  | 888  | 934  | 1.186 | 1.482 | 1.691 | 1.770 |